# Mona Malm
Mona Malm (født Mona Kristina Ericsson; 24. januar 1935 i Stockholm, død 12. januar 2021 samme sted) var en svensk skuespillerinde.

## Liv og karriere
Mona Malm var datter af konditoren Ernst Harald Ericsson og hans hustru Inez Malmberg. Hun kom på balletskole som syvårig og optrådte også i børneteater på Skansen. Efter endt skolegang startede hun på teaterskole hos Gösta Terserus. Det var også i 1954, mens hun var aktiv på Blancheteatern, at hun efter råd fra Erik Zetterström (bedre kendt som Kar de Mumma) tog kunstnernavnet Malm, fordi der allerede var en Ericsson i truppen, Annalisa Ericson.
Malm kom på Dramatens elevskola, hvor hun tog eksamen i 1957. Efter studierne gik hun på Dramaten, med undtagelse i perioden 1959–1961. Hun vendte tilbage til Dramaten i 1964 efter at have studeret pædagogikum på universitetet.
Mona Malm nåede i sin karriere at medvirkede i mange succesrige svenske film og serier. Blandt disse kan nævnes Det syvende segl (1957), Syv glade enker (1964), Fanny og Alexander (1982), Den gode vilje (1991), Jerusalem (1996) og Efter brylluppet (2006).
I 1990 modtog Mona Malm Litteris et Artibus-medaljen, og i 2011 modtog hun en Hedersguldbagge for sine mange præstationer indenfor svensk film.

## Privatliv
Mona Malm blev i 1954 gift med arkitekten Lars Wahlman. Parret fik to børn, en søn og en datter. De var gift indtil Wahlmans død i 2018.
Mona Malm døde på et hospital i Stockholm den 12. januar 2021, 85 år gammel. Hun ligger begravet på Norra Begravningsplatsen i Solna.

## Udvalgt filmografi
- Det var en gång… (1945)
- De glada åren (1946, ukrediteret)
- Kun en mor (1949, ukrediteret)
- Forårslængsel (1954)
- Sommernattens smil (1955, ukrediteret)
- Det syvende segl (1957)
- På viften i storbyen (1957)
- Kvinden i leopard (1958)
- Syv glade enker (1964)
- Jomfrutro og dobbeltmoral (1965)
- Heja Roland! (1966)
- Frida och hennes vän (tv-serie, 1970)
- Fanny og Alexander (1982)
- Noget levende til Lamme-Karl (1988)
- Den gode vilje (1992)
- Chefen fru Ingeborg (tv-serie, 1993)
- Höst i paradiset (1995)
- Jerusalem (1996)
- Spring for livet (1997)
- Den tatuerade änkan (1998)
- Stjernesøstre (1999)
- Fødselsdagen (2000)
- Hver søndag hos mor (kortfilm, 2000)
- Bang Bang Orangutang (2005)
- Efter brylluppet (2006)
- Gynekologen i Askim (tv-serie, 2007-2011)
- Stormen (tv-serie, 2009)
- Stenhuggeren (tv-film, 2009)
- Solsidan (tv-serie, 2010-2013)